# لوحة الثور

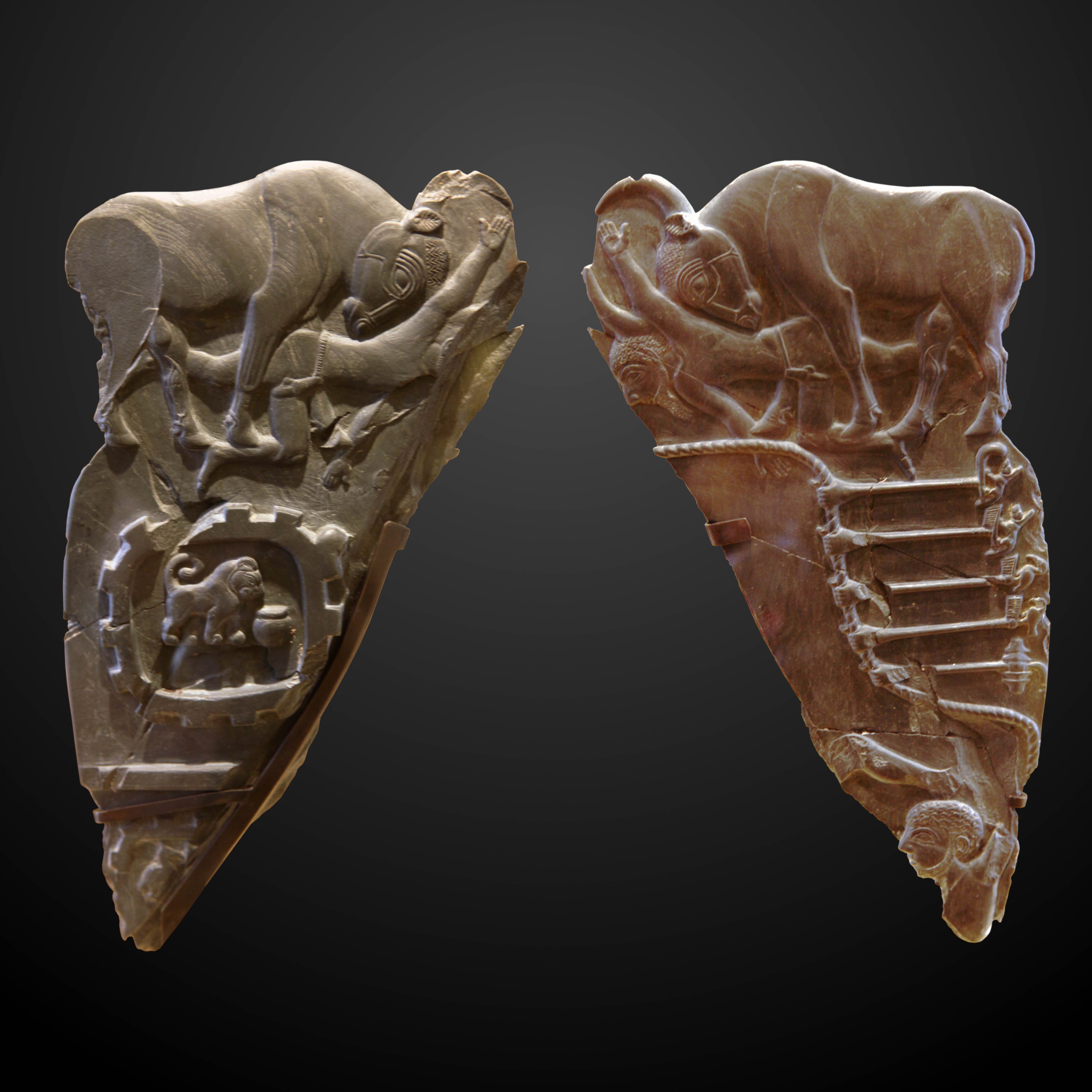
لوحة الثور

لوحة الثور هي جزء من لوحة جرواق مصرية قديمة، منحوتة بنقش خفيف وتستخدم، على الأقل من حيث المبدأ، كلوحة تجميل لطحن مستحضرات التجميل. يعود تاريخها إلى نقادة الثالثة، القرنين الأخيرين من الألفية الرابعة قبل الميلاد، التي سبقت مباشرة عصر الأسر المصرية المبكرة). إنها موجودة في مجموعة متحف اللوفر، رقم الجرد. E11255.
اللوحة مكسورة وبقي جزء منها فقط. كلا الجانبين منحوتان، مع اختلاف بعض الأشكال في كل جانب عن الأخرى. تظهر الصورة المصاحبة كلا الجانبين.
يحتوي وجه لوحة مستحضرات التجميل على مدينة دائرية كبيرة محصنة يتم تحديدها في داخلها بـ "أكبر أسد ونو" - (إناء) "-
الهيروغليفية على يمين اللبؤة.
يحتوي الجزء الخلفي من لوحة مستحضرات التجميل على أيقونات أصبحت هيروغليفية لـ: القبضة المشدودة، خمسة معايير تعلوها الحيوانات، ويمثلها اثنان من فرس النهر، أبو منجل، وحورس-الصقر، ورمز صاعقة مين.

## اللوحة
لوحة الثور (القطعة المتبقية حوالي 10 بوصات (25 سم)) مصنوعة من الحجر الطيني أو الشيست، وهي محفورة في نقوش متوسطة إلى متوسطة منخفضة أكثر من لوحات التجميل المماثلة. هناك «مدينة محصنة» مفترضة على الوجه في الجزء العلوي لها خسارة كبيرة في مستطيل المدينة في أعلى اليسار يظهر هذا الارتياح الأساسي متوسط المستوى. يبدو أن السجل أدناه هو مساحة أصغر من اللوحة، وبه بقايا (حوالي الربع) لمدينة محصنة ثانية؛ الطائر هو أحد المعرفات في الجزء الداخلي الثاني من المدينة المحصنة، والباقي مفقود.

### الوجه
الوجه من لوحة الثور يحتوي على الأيقونية العلوية اليسرى للثور الذي يتغلب على محارب. النصف الأيمن مفقود، مع وجود ثور ثانٍ محتمل يواجه الأول، كجزء من الحدود العليا، لكل من اليسار واليمين.
- وجه اللوحة

يحتوي الجزء المتبقي من الوجه على «مدينة محصنة» كبيرة، ويتم تحديدها في الوسط مع أسد ونو أكبر - (إناء) يحتوي على لبؤة وإناء؛ يحتوي قسم التسجيل الأصغر أدناه على الربع الأيسر العلوي لمدينة محصنة ثانية. المدينة الثانية أصغر حجمًا من المدينة المحددة في الجزء العلوي.

### الجزء الخلفي
يحتوي الجزء الخلفي من اللوحة على نفس الثور الذي يغلب على فكرة المحارب.
يبدو أن الحبل يحيط، أو على الأقل جزء من العكس بالكامل، كأحد الأشكال العكسية. ربما تحتوي القطعة المتبقية- (من لوحة التجميل المكسورة) على أحد الزخارف الأكثر أهمية المحفوظة في مجموعة اللوحات. يتم عرض خمسة معايير بشكل جماعي على يمين اللوحة، ولكن بشكل ملحوظ تتحول قاعدة كل معيار إلى «يد مشدودة»، والتي تحتضن حبل القطر الكبير الذي يحيط بالجانب العكسي.
المعايير الخمسة هي:
1. فرس النهر بفم مفتوح
2. فرس النهر بفم مفتوح
3. «أبو منجل المقدس»
4. يقف حورس الصقر
5. الرمز: «صاعقة مين» - (ثعبان مُحاط بدائرة وفقًا للمعيار)
- الجزء الخلفي مع خمسة معايير مع الحيوانات - الصقر، أبو منجل، صاعقة مين، أفراس النهر بفم مفتوح، و "فتح الطريق إلى الشمال"، و"فتح الطريق إلى الجنوب" - موت الصيادين، وكل معيار يبدأ بقبضة مشدودة، ممسكًا بـ "حبل المجتمع"
- التفاصيل من الثور يدوس عدوًا في الجزء الخلفي
- التفاصيل لعدو داسه الثور على ظهره

يحتوي الجزء الخلفي من اللوحة على دليلين فقط للإشارة إلى المشهد بأكمله على هذا الجانب من اللوحة المكسورة. يحتوي الحبل المطوق على الثور والمحارب المهزوم (وزوج آخر مفترض على اليسار) وجزئين آخرين من المحاربين. المساحة المفتوحة (الحقل) تغطي مساحة كبيرة أو أكبر من جزأين المحاربين. تظهر ساق المحارب وهي مكسورة جزئيًا (متكسرة)، من الجزء السفلي من النتوء- (جزء الركبة)؛ المجاور وأسفل الساق، رأس محارب محفوظ تمامًا، مع عين وأذن ولحية وحبل عقد و «تسريحة شعر منمنمة»

## صورة مماثلة على لوحة نارمر

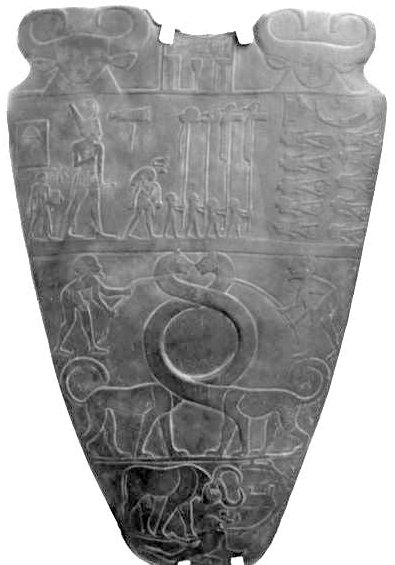
لوحة نارمر: في المقدمة، مع ثور يهزم المحارب في الجزء السفلي؛ التحصينات على اليمين

من المفترض أن تكون الزخارف على جوانب اللوحة هي الثور الذي يتغلب على العدو، والمدن المحصنة المسماة، ومشاهد الحرب، ومجموعة الآلهة التي تدعم مشهد الحرب- (وفقًا للمعايير). يظهر هذا الرسم على مستحضر تجميل آخر من مصر القديمة، لوحة نارمر الشهيرة، المعروضة هنا للمقارنة ولإثبات الحجم المحتمل.

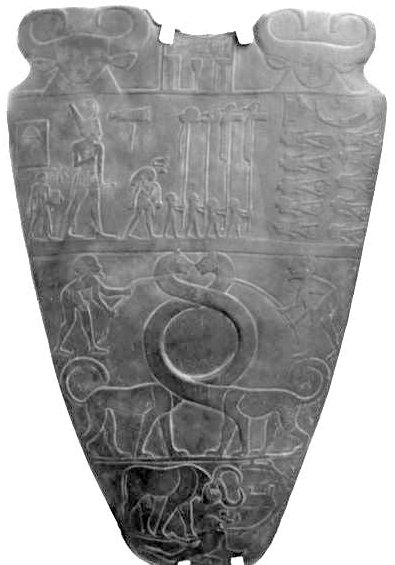
لوحة نارمر: الثور يغلب محارب
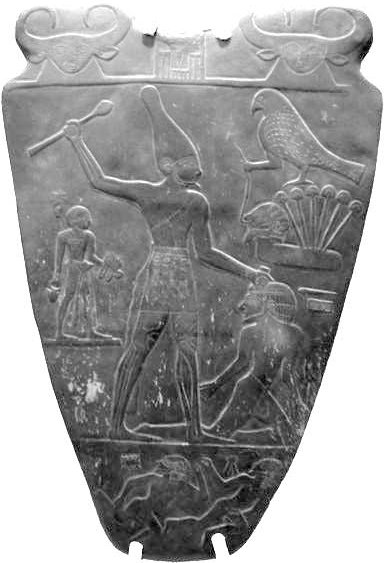
لوحة نارمر: صورة رمزية أعلى المحارب الأيسر، (مشابه لمركب التحصين)